# Кноррінг Богдан Федорович
Богдан Федорович Кноррінг (11 листопада 1744 — 17 грудня 1825, барон, російський військовий і державний діяч, генерал від інфантерії (1806).

## Життєпис
Виховувався в сухопутному шляхетському кадетському корпусі (закінчив 1764). Під час російсько-турецької війни 1768—1774 років перебував при 1-й армії з квартирмейстерської частини, відзначився під час взяття Хотина (1769), брав участь у битвах при Ларзі й Кагулі. 8 березня 1771 року був нагороджений орденом святого Георгія 4 ступеня.
1773 був відряджений з Фокшанського конгресу князем Григорієм Орловим до його брата Олексія (Чесменського) та проїхав всю європейську Туреччину до островів Антипарос і Наксос, де тоді розміщувався флот, причому зняв усю місцевість від Рущука до Константинополя й Дарданелльської протоки.
1788 року, займаючи посаду генерал-квартирмейстера, узяв дієву участь у витісненні шведів з Фінляндії;
У 1792–1794 роках брав участь у діях проти польських конфедератів. 15 вересня 1794 року був нагороджений орденом святого Георгія 2 ступеня.
Після сходження на престол Павла I 1797 року Кноррінг на деякий час пішов зі служби.
1806 року повернувся до лав збройних сил та був направлений у розпорядження головнокомандувача в Пруссії генерала Леонтія Беннігсена, через суперечності з яким після битви під Прейсіш-Ейлау був відкликаний з армії.
Під час російсько-шведської війни 1808—1809 років був призначений головнокомандувачем фінляндської армії замість графа Федора Буксгевдена. Не виявив у тій війні ані особливих талантів, ані рішучості. Вважаючи спланований Олександром I перехід через Ботнічну затоку до Швеції надто ризикованим, усіляко відтягував проведення тієї операції, й тільки прибуття Олексія Аракчеєва змусило його розпочати діяти. Спричинив сильне невдоволення Олександра I, подав у відставку та був замінений Михайлом Барклаєм-де-Толлі.